# Сражение при Гуммельсгофе
Сражение при Гуммельсгофе (швед. Slaget vid Hummelshof) — сражение, произошедшее между русской и шведской армиями 18 (29) июля 1702 года (19 июля по шведскому календарю) в ходе Великой Северной войны у местечка Гуммельсгоф (Гумолова мыза) на реке Эмбах (Шведская Ливония). Вторая крупная победа русской армии над шведской в Северной войне после битвы у Эрестфера.

## Предыстория
Столкновения на границах расположения двух армий — русской и шведской — продолжались, но не принимали больших размеров в течение полугода после битвы при Эрестфере.
Во время пребывания армии генерал-фельдмаршала Б. П. Шереметева в Пскове на военном совете с целью приучения молодых войск к походам было принято решение: «Идти с конным и пехотными полками в Свейскую землю для поиску и промыслу над неприятелем, куда военный случай позовет, сухим и плавным путём».
12 (23) июля 1702 год Б. П. Шереметев выступил из Пскова с отрядом в 17,5 тысяч человек при 24 орудиях, а 14 июля генерал-майор А. А. Гулиц отплыл на судах с 6300 человек при 8 орудиях. 21 июля близ устья реки Эмбах (Омовжи) этот отряд на карбасах имел бой с 4 шведскими судами командора Лешерна на Чудском озере (Е. В. Тарле называет его имя иначе — Летерн фон Герцфельд). Русскими была взята на абордаж 12-пушечная шведская яхта «Виват».
Б. П. Шереметев отправился через Нейгаузен (в 60 верстах от Пскова), где оставил полковые обозы, взяв запасы всего на 8 дней. Отсюда он направился на Керепецкую мызу и Кенецкий кабак, где узнал от пленного шведского рейтара, что в мызе Санге расположился В. А. Шлиппенбах с 9000 пехоты и конницы при 16 орудиях. Шереметев повернул к мызе, но Шлиппенбах отвёл войска к мызе Платор. Фельдмаршал преследовал его, но шведы бежали за реку Эмбах, разрушив мосты, чем приостановили преследователей.

## Силы сторон
Леер и Шëгрен пишут, что шведская армия состояла из 6 тысяч человек. Однако, по более современным источникам, войско под командованием В. А. Шлиппенбаха состояло из 7 тысяч человек при 17 орудиях.
Беспалов, опираясь на эстонского исследователя Паали, приводит наиболее подробные цифры: 5 тысяч кавалеристов, 1700 пехотинцев и 500—600 человек ландмилиции, а также 300—500 волонтëров. Артиллерия насчитывала 17 орудий.    
Точная численность русских войск неизвестна и сильно отличается в различных источниках. Но все сходятся на том, что шведские войска значительно численно уступали противнику.
Русской армией командовал Б. П. Шереметев. По разным данным, в русском войске было 16—17, 18—19, 25 или 30 тысяч человек при 32 орудиях. 

## Ход сражения
Дав отдых войскам, Б. П. Шереметев 18 (29) июля выслал в разведку полки Семёна Кропотова, Никиты Полуэктова и князя В. Вадбольского, а также иррегулярную конницу калмыков, татар и казаков. Отряд этот, подойдя к реке Эмбах, сбил неприятельские караулы, построил мост и настиг неприятеля в 15 верстах от реки у мызы Гуммельсгоф.
Надеясь отрезать этот авангард от главных сил Шереметева, Шлиппенбах атаковал его, и поначалу шведам даже удалось потеснить его и захватить при этом 5 или 6 пушек, но пришедшие на подкрепление драгунские полки Баура и Вердена оттеснили шведов, а когда прибыла пехота Шереметева (полки Лима, Айгустова и фон Дельдина), завязался упорный бой. Подошедшие свежие русские батальоны начали обходить шведов с флангов. Неприятель был наголову разбит. Бросив пехоту и артиллерию, Шлиппенбах с кавалерией бросился к Пернову, где, преследуемый драгунами, едва избежал плена.

## Результаты
По данным, которые приводит историк Керсновский, шведские войска лишились 5500 убитыми, 300 пленными, 16 знамëн, 14 орудий. Леер сообщает, что было найдено до 5500 шведских трупов (при этом численность шведского войска Леер оценивает в 6 тысяч человек!), русские взяли всю артиллерию и все знамёна. Но современные оценки российских историков дают иные данные о шведских потерях. По оценке П. А. Кротова, потери Шлиппенбаха составили павшими и пленными 3500—3700 чел., причём в это число условно включается неизвестное число дезертиров, разбежавшихся по домам. По сведениям Артамонова, шведы потеряли 3500-3700 чел. убитыми и ранеными, 328 пленными и бросили 6 пушек. В. А. Красиков оценил, что шведские потери убитыми и разбежавшимися составили свыше 2400 солдат, было потеряно 17 орудий (при этом Красиков также считает, что Шлиппенбах всего располагал 17 орудиями, т.е. по его данным была потеряна вся артиллерия), 16 знамён.  
Беспалов, как и в случае с численностью, приводят наиболее полные данные, ссылаясь на Паали. Из 5 тысяч кавалеристов уцелело 3 тысячи, из 1700 пехотинцев 300, а из 500—600 ландмилицонеров 150 человек. Таким образом, собрано было 2/3 кавалерии, 1/5 пехоты и 1/4 ландмилиции. Волонтёры разбежались все. Сам Шлиппенбах оценил свои потери в 840 убитыми и столько же пленными. В общей сложности убитыми шведская убыль составила 2400 человек, дезертирами 1200 и 315 пленными, а также 16 орудий и столько же знамён. Шведский историк О. Шëгрен считает, что на поле боя осталось лежать до 2 тысяч шведских бойцов.  
Керсновский сообщает, что русские войска потеряли 400 человек убитыми и 800 ранеными. Красиков даёт близкую оценку — 411 убито и 800 ранено. Леер оценил русские потери так: до 400 человек убитыми и несколько сотен ранеными. Потери Шереметева, по данным Палли, которые также использует Артамонов, составляли 1-1,5 тыс. чел., из них убитыми около 400 чел. В бою погибли командир драгунского полка полковник Н. И. Полуэктов и командир Лефортовского полка полковник Ю. С. Лим.
После этой битвы Б. П. Шереметев беспрепятственно прошёл всю южную Лифляндию, забирая запасы продовольствия, разрушая укрепления, захватывая пленных.